# Dashi, Dianjiang
Dashi (kinesiska: 大石) är en socken i sydvästra Kina. Den ligger i Dianjiang härad i storstadsområdet Chongqing, omkring 120 kilometer nordost om det centrala stadsdistriktet Yuzhong. Antalet invånare är 9 434. Befolkningen består av 4 683 kvinnor och 4 751 män. Barn under 15 år utgör 25,0 %, vuxna 15-64 år 57 %, och äldre över 65 år 16,0 %.